# Igor Iwanow (szachista)
Igor Wasiliewicz Iwanow, ros. Игорь Васильевич Иванов (ur. 8 stycznia 1947 w Leningradzie, zm. 17 listopada 2005 w St. George w stanie Utah) – kanadyjski i amerykański szachista pochodzenia rosyjskiego, arcymistrz od 2005 roku.

## Życiorys
Grę w szachy poznał w piątym roku życia. W młodym wieku intensywnie uczył się gry na fortepianie, wykazując duże uzdolnienia w tym kierunku. Jednak w wieku 14 lat, po śmierci matki, zrezygnował z kariery muzycznej i skoncentrował się na szachach. Między innymi z tego też powodu przerwał studia matematyczne na leningradzkim uniwersytecie. W drugiej połowie lat 70. należał do szerokiej czołówki radzieckich szachistów. W roku 1975 wystąpił w półfinale mistrzostw ZSRR (tzw. pierwsza liga), w kolejnych latach zwyciężył w Władywostoku (1978), Jarosławiu (1979) oraz Aszchabadzie (1979). W 1978 podzielił I-II miejsce (wraz z Garrim Kasparowem) w Dyneburgu, natomiast w 1979 zyskał międzynarodowy rozgłos, pokonując w czasie rozgrywek o drużynowe mistrzostwo Związku Radzieckiego ówczesnego mistrza świata Anatolija Karpowa. Dzięki temu sukcesowi, otrzymał po raz pierwszy możliwość wyjazdu poza granice ZSRR na międzynarodowy turniej (zgodę taką było wówczas bardzo trudno uzyskać). W roku 1980 został delegowany do gry w memoriale Jose Raula Capablanki na Kubie. Z powodów technicznych, samolot, którym podróżował, musiał awaryjnie lądować w Ganderze w kanadyjskiej prowincji Nowa Fundlandia i Labrador. Na lotnisku tym Iwanow zbiegł z samolotu, a następnie wystąpił o przyznanie politycznego azylu, który został mu przyznany.
Już w następnym roku zdobył pierwszy w swojej karierze tytuł mistrza Kanady. Kolejne mistrzowskie tytuły zdobył w latach 1985, 1986 oraz 1987. Oprócz tego, w 1981, 1984 i 1985 roku podzielił I miejsca w otwartych mistrzostwach kraju. Dwukrotnie (1982, 1988) wystąpił na szachowych olimpiadach, w obu przypadkach na najtrudniejszej I szachownicy. W 1981 roku był w Merano sekundantem Wiktora Korcznoja w czasie jego meczu o mistrzostwo świata z Anatolijem Karpowem. W następnym roku osiągnął duży sukces, zajmując IV miejsce w turnieju międzystrefowym (eliminacji mistrzostw świata) w Toluce. W latach 1990–2005 startował jako obywatel Stanów Zjednoczonych, do reprezentowania barw Kanady powrócił kilka miesięcy przed śmiercią, w czerwcu 2005 roku.
W marcu 2005 roku u Iwanowa wykryto śmiertelną chorobę, raka. Pomimo tego, aż do śmierci czynnie występował w turniejach, osiągając bardzo dobre rezultaty, m.in. w lipcu tego roku podzielił IV miejsce w otwartym turnieju w Guelph, natomiast w sierpniu podzielił VIII lokatę w otwartych mistrzostwach Stanów Zjednoczonych w Phoenix. Zaledwie trzy tygodnie przed śmiercią podzielił jeszcze I miejsce w otwartych mistrzostwach stanu Utah.